# Escola Sant Martí (Arenys de Munt)
L'Escola Sant Martí és un edifici d'Arenys de Munt protegit com a bé cultural d'interès local.

## Descripció
És un edifici gran amb forma rectangular amb un cos central sortint per les dues bandes. L'entrada principal ha estat variada: era on desembocaven les rampes d'accés suprimides recentment.
Consta d'un semi-soterrani, una planta baixa, un primer pis, i un pati cobert adossat. Al llarg de les façanes hi ha finestres rectangulars disposades simètricament. A l'alçada de la planta baixa i el primer pis, enmig, hi ha una cornisa que sobresurt en una façana. L'acabament és un petit ràfec de totxo vist amb ceràmica de color verd que trenca la monotonia del blanc de les parets. Actualment hi ha unes aules afegides a la part posterior de l'edifici, que han malmès la unitat del conjunt.

## Història
L'any 1931 Enric Catà presentava la memòria del grup escolar. No va ser fins al setembre del 1933 que començaren les obres i foren acabades l'any 1937.
Enric Catà i Catà era catedràtic de resistència; havia col·laborat en la construcció del Palau Nacional de Montjuïc. A Barcelona projectà també nombrosos edificis. Aquest arquitecte passava llargues temporades a Arenys de Munt, a Can Pau Bernardó. Treballà per l'Ajuntament d'aquest poble, i hi ha diverses obres d'ell, la més important la construcció d'aquestes escoles. Pel gener de l'any 1937 moria a Barcelona.